# デュエット版世界文学全集
『デュエット版世界文学全集』（デュエットばんせかいぶんがくぜんしゅう）は、1968年から1971年にかけて、集英社から発行された世界文学全集である。全66巻、別巻2。『デュエット版日本文学全集』の後継企画だった。

## 全巻の構成
1. ロミオとジュリエット・ヴェニスの商人・他　シェイクスピア
2. ハムレット・オセロー・マクベス　シェイクスピア
3. 水滸伝　金聖嘆
4. 紅楼夢　曹雪芹
5. 若きヴェルテルの悩み・他　ゲーテ
6. ケニルワースの城　スコット
7. 赤と黒　スタンダール
8. パルムの僧院　スタンダール
9. 快男児フリードリヒの遍歴・他　アイヒェンドルフ
10. 大尉の娘・オネーギン・他　プーシキン
11. ゴリオ爺さん・他　バルザック
12. 谷間の百合・他　バルザック
13. モンテ・クリスト伯(1)　デュマ
14. モンテ・クリスト伯(2)　デュマ
15. レ・ミゼラブル(1)　ユゴー
16. レ・ミゼラブル(2)　ユゴー
17. 緋文字・雪人形・他　ホーソーン
18. 黒猫・黄金虫・他　ポー
19. 検察官・外套・鼻　ゴーゴリ
20. デイヴィッド・コパフィールド(1)　ディケンズ
21. デイヴィッド・コパフィールド(2)　ディケンズ
22. ジェイン・エア　C.ブロンテ
23. 嵐が丘　E.ブロンテ
24. 父と子・初恋・他　ツルゲーネフ
25. ボヴァリー夫人・他　フローベール
26. 貧しき人々・白夜・他　ドストエフスキー
27. 罪と罰　ドストエフスキー
28. カラマーゾフの兄弟(1)　ドストエフスキー
29. カラマーゾフの兄弟(2)　ドストエフスキー
30. 幼年時代・少年時代・青年時代　トルストイ
31. 戦争と平和(1)　トルストイ
32. 戦争と平和(2)　トルストイ
33. アンナ・カレーニナ(1)　トルストイ
34. アンナ・カレーニナ(2)　トルストイ
35. 復活　トルストイ
36. ハックルベリ・フィンの冒険・他　マーク・トゥエイン
37. 居酒屋　ゾラ
38. テス　ハーディ
39. 女の一生・他 モーパッサン
40. ベラミ・首飾り・他　モーパッサン
41. 新アラビアンナイト・他　スティヴンソン
42. 西欧の眼の下で・青春　コンラッド
43. 桜の園・三人姉妹・かもめ・かわいい女　チェーホフ
44. ジャン・クリストフ(1)　ロマン・ロラン
45. ジャン・クリストフ(2)　ロマン・ロラン
46. どん底・幼年時代・他　ゴーリキー
47. 狭き門・田園交響楽・他　ジッド
48. 失われた時を求めて　プルースト
49. アメリカの悲劇　ドライサー
50. 地獄・クラルテ　バルビュス
51. 人間の絆　モーム
52. ヴェニスに死す・魔の山・他　トーマス・マン
53. マルテの手記・ロダン・他　リルケ
54. 郷愁・車輪の下・他　ヘッセ
55. 美しき惑いの年・他　カロッサ
56. 審判・変身・他　カフカ
57. 恋する女たち　ロレンス
58. チャタレイ夫人の恋人・他　ロレンス
59. ネクサス・他　ヘンリー・ミラー
60. 大地　パール・バック
61. 野生の棕櫚・他　フォークナー
62. 駱駝祥子・他　老舎
63. 武器よさらば・他　ヘミングウェイ
64. 誰がために鐘は鳴る　ヘミングウェイ
65. 征服者・王道　マルロー
66. 怒りのぶどう　スタインベック